# Tesfaye Gebreyesus
Tesfaye Gebreyesus né vers 1941 et mort à Asmara le 24 août 2019, est un ancien arbitre éthiopien puis érythréen de football.

## Carrière
Gebreyesus Tesfaye a officié dans des compétitions majeures : 
- CAN 1970 (finale)
- Coupe du monde de football des moins de 20 ans 1977 (1 match)
- CAN 1978 (1 match)
- CAN 1980 (finale)
- Coupe du monde de football des moins de 20 ans 1981 (1 match)
- JO 1984 (1 match)
- CAN 1988 (1 match)